# Sanagōchi
Sanagōchi (佐那河内村, Sanagōchi-son) est un village du district de Myōdō, situé dans la préfecture de Tokushima, au Japon.

## Géographie

### Situation
Le village de Sanagōchi est situé dans la partie orientale de la préfecture de Tokushima, au sud-ouest de Tokushima, capitale de la préfecture, au Japon.

### Démographie
Au 1er février 2016, la population de Sanagōchi s'élevait à 2 495 habitants répartis sur une superficie de 42,30 km2.

### Municipalités voisines
| Kamiyama  | Tokushima            | Tokushima |
| Kamiyama  | Sanagōchi            | Tokushima |
| Kamikatsu | Kamikatsu / Katsuura | Katsuura  |

### Climat
Le climat du village de Sanagōchi est du type tempéré chaud. La température annuelle moyenne est d'environ 14,8 °C et les précipitations annuelles sont de 1 834 mm.

## Économie
Le village de Sanagōchi est essentiellement une commune agricole qui produit diverses variétés de champignons et des fruits (kiwi, fraises, citrons, mandarines satsuma) et l'agrume endémique de Tokushima: le sudachi qui est un symbole de la ville. 

## Histoire
En 1889, au cours de la mise en place du nouveau système d'administration des municipalités élaboré par le gouvernement de Meiji, le village de Sanagōchi est officiellement fondé dans la préfecture de Tokushima par le regroupement des deux villages de Shimosanagōchi et Kamisanagōchi.

## Symboles municipaux
L'arbre symbole de la municipalité est le sudachi, sa fleur symbole est la fleur des rhododendrons arbustifs appartenant au sous-genre Hymenanthes et son oiseau symbole la bouscarle chanteuse.